# Georgi Petrowitsch Dementjew
Georgi Petrowitsch Dementjew (russisch Георгий Петрович Дементьев; * 5. Juli 1898 in Peterhof; † 14. April 1969 in Moskau) war ein russisch-sowjetischer Ornithologe.
Dementjew erhielt keine formelle Ausbildung als Biologe. Er arbeitete als Assistent und Schüler von Michail Alexandrowitsch Menzbier und später, 1927, am Zoologischen Museum der Moskauer Universität. Dort half er Sergei Alexandrowitsch Buturlin, sein Werk Polnyi opredelitel ptits SSSR (Vollständiges Handbuch der Vögel der Sowjetunion, 1934–1941) zu schreiben.
Dementjew war von 1932 bis 1947 Kurator der Vogelsammlungen des Museums, danach wechselte er an die Abteilung für Embryonalentwicklung an der Fakultät für Biologie.Dementjew konzentrierte sich auf theoretische Fragen. Er studierte vor allem die Klassifizierung und Arten von Vögeln. Wanderfalken waren Dementjews Lieblingsvögel. Er stellte eine hervorragende Sammlung ihrer Pelze und alles rund um die Falknerei zusammen, einschließlich einer Bibliothek.
Dementjew und Nikolai Gladkov haben zwischen 1951 und 1954 das Werk Polnyi opredelitel ptits SSSR (Vollständiges Handbuch der Vögel der Sowjetunion) herausgegeben.
1955 wurde er in die Deutsche Akademie der Naturforscher Leopoldina gewählt (Sektion Zoologie).